# 能登鐵道NT200型柴聯車
能登鐵道NT200型柴聯車（日语：／ Noto Tetsudō NT200-gata kidōsha）是能登鐵道的七尾線使用的柴聯車。本型車是為了替代車體老化的能登鐵道NT100型柴聯車，而分別在2005年的2月及10月製造的柴聯車，並於同年3月開始投入使用。

## 概要
能登鐵道為了汰換該公司自開業時便投入使用的能登鐵道NT100型柴聯車，因此決定引進新型車輛，以實現列車的高性能化、節省能源消耗、無障礙化及簡化維修等目標。2005年3月和10月，能登鐵道陸續引進由新潟運輸系統打造的NT200型柴聯車，分別為NT201-NT204及NT211-NT213，共計為7輛。本型車的車體長度相較於舊型車增加約2m，並將編組的柴聯車數量從原本的3輛改為2輛，以減少在鐵道上運行的車輛總數。而本型車的車廂內預留著將來駛入金澤車站時所需要的各種列車設備的安裝空間。

## 規格與構造
本型車的車體採用碳鋼打造，車頭正面除了具備貫通門的構造外，也在該處和車尾各安裝控制列車行駛的駕駛台。車體側面的窗戶採用固定式的窗戶，以擴大列車整體的視野，並使用符合日本鐵道車輛用玻璃標準的強化玻璃和夾層玻璃。由於七尾線各車站的月台高度較高，因此客室的車門處設有方便旅客上下車的踏階。而本型車的塗裝從原本的橘色改為象徵著能登半島海洋的藍色，車廂窗戶的下方及乘務員使用的車門則改為白色。
本型車在2005年2月製造的4輛列車配備4組座位間距為1620mm的4人座桌型座位，以及5組座位間距相同的雙人座位，其餘座位則為長條式的座椅。而在同年10月製造的3輛列車則將雙人座位改為4人座的桌型座位。

## 彩繪塗裝

### 「永井豪漫畫角色」塗裝列車
自2012年3月10日起，NT211號柴聯車塗上出生於七尾線沿線（該路段已遭廢線）輪島市的日本漫畫家永井豪的漫畫作品中的角色，包括《無敵鐵金剛》、《惡魔人》和《甜心戰士》等，並在穴水站舉行發車典禮。最初該列車規劃運行至2015年，後來則延長至2018年10月才停止營運。

### 「花開物語」塗裝列車
自2012年3月24日起，NT201號柴聯車塗上日本動畫工作室P.A.Works的原創動畫《花開物語》的彩繪塗裝，並運行至2014年10月13日。NT202號柴聯車則從2013年3月9日起採用《劇場版 花開物語 HOME SWEET HOME》的彩繪塗裝，並且因該塗裝的材料逐漸老化，而在2021年5月23日結束運轉。
2014年8月1日至2016年10月11日之間，NT203號柴聯車作為由P.A.Works製作的《真實之淚 true tears》、《花開物語》及《GLASSLIP》的女主角構成的「花開物語」3號彩繪列車，並且自2016年10月8日起改由NT204號柴聯車接替彩繪塗裝繼續運行。